# Szwajcaria na Letnich Igrzyskach Olimpijskich 1996
Szwajcarię na Letnich Igrzyskach Olimpijskich 1996 reprezentowało 114 zawodników: 71 mężczyzn i 43 kobiet.

## Zdobyte medale
| Medal  | Zawodnik                                                                   | Dyscyplina        | Konkurencja                           | Rezultat  |
| ------ | -------------------------------------------------------------------------- | ----------------- | ------------------------------------- | --------- |
| Złoto  | Donghua Li                                                                 | Gimnastyka        | ćwiczenia na koniu z łękami mężczyzn  | 9,875 pkt |
| Złoto  | Pascal Richard                                                             | Kolarstwo szosowe | wyścig ze startu wspólnego            | 4:52,56 h |
| Złoto  | Xeno Müller                                                                | Wioślarstwo       | jedynki mężczyzn                      | 6:44,85   |
| Złoto  | Markus Gier, Michael Gier                                                  | Wioślarstwo       | dwójka podwójna wagi lekkiej mężczyzn | 6:23,47   |
| Srebro | Willi Melliger                                                             | Jeździectwo       | skoki przez przeszkody indywidualnie  |           |
| Srebro | Thomas Frischknecht                                                        | Kolarstwo górskie | cross country mężczyzn                | 2:20,14 h |
| Srebro | Daniela Baumer, Sabine Eichenberger, Ingrid Haralamow-Raimann, Gabi Müller | Kajakarstwo       | K-4 500 m kobiet                      | 1:32,701  |

## Skład kadry

### Badminton
Kobiety'
- Santi Wibowo - gra pojedyncza - 17. miejsce,

Mężczyźni
- Thomas Wapp - gra pojedyncza - 17. miejsce,

Miksty
- Santi Wibowo, Thomas Wapp - 17. miejsce,

### Gimnastyka
Kobiety
- Pascale Grossenbacher

wielobój indywidualnie - 59. miejsce,
ćwiczenia wolne - 74. miejsce,
skok przez konia - 85. miejsce,
ćwiczenia na poręczach - 62. miejsce,
ćwiczenia na równoważni - 70. miejsce,
Mężczyźni
- Donghua Li

wielobój indywidualnie - 48. miejsce,
ćwiczenia wolne - 76. miejsce,
skok przez konia - 83. miejsce,
ćwiczenia na poręczach - 68. miejsce,
ćwiczenia na drążku - 67. miejsce,
ćwiczenia na kółkach - 92. miejsce,
ćwiczenia na koniu z łękami - 1. miejsce,
- Michael Engeler

wielobój indywidualnie - 53. miejsce,
ćwiczenia wolne - 88. miejsce,
skok przez konia - 69. miejsce,
ćwiczenia na poręczach - 46. miejsce,
ćwiczenia na drążku - 55. miejsce,
ćwiczenia na kółkach - 81. miejsce,
ćwiczenia na koniu z łękami - 74. miejsce,
- Erich Wanner

wielobój indywidualnie - 60. miejsce,
ćwiczenia wolne - 61. miejsce,
skok przez konia - 69. miejsce,
ćwiczenia na poręczach - 89. miejsce,
ćwiczenia na drążku - 83. miejsce,
ćwiczenia na kółkach - 74. miejsce,
ćwiczenia na koniu z łękami - 94. miejsce,

### Judo
Kobiety
- Isabelle Schmutz - waga do 52 kg - 18. miejsce,

### Jeździectwo
- Christine Stückelberger - ujeżdżenie indywidualnie - 17. miejsce,
- Hans Staub - ujeżdżenie indywidualnie - 27. miejsce,
- Eva Senn - ujeżdżenie indywidualnie - 33. miejsce,
- Barbara von Grebel-Schiendorfer - ujeżdżenie indywidualnie - 47. miejsce,
- Christine Stückelberger, Hans Staub, Eva Senn, Barbara von Grebel-Schiendorfer - ujeżdżenie drużynowo - 6. miejsce,
- Willi Melliger - skoki przez przeszkody indywidualnie - 2. miejsce,
- Urs Fäh - skoki przez przeszkody indywidualnie - 5. miejsce,
- Beat Mändli - skoki przez przeszkody indywidualnie - 11. miejsce,
- Markus Fuchs - skoki przez przeszkody indywidualnie - 65. miejsce,
- Willi Melliger, Beat Mändli, Urs Fäh, Markus Fuchs - skoki przez przeszkody drużynowo - 6. miejsce,
- Heinz Wehrli, Christoph Meier, Marius Marro - WKKW drużynowo - 10. miejsce,

### Kajakarstwo górskie
Kobiety
- Ingrid Haralamow-Raimann - K-1 500 m - 8. miejsce,
- Daniela Baumer, Ingrid Haralamow-Raimann - K-2 500 m - odpadły w półfinale,
- Daniela Baumer, Sabine Eichenberger, Ingrid Haralamow-Raimann, Gabi Müller - K-4 500 m - 2. miejsce,
- Sandra Friedli - kajakarstwo górskie - K-1 - 13. miejsce,
- Nagwa El Desouki - kajakarstwo górskie - K-1 - 26. miejsce,

Mężczyźni
- Peter Matti, Ueli Matti - kajakarstwo górskie - C-2 - 9. miejsce,

### Kolarstwo
Kobiety
- Barbara Heeb - kolarstwo szosowe - wyścig ze startu wspólnego - 8. miejsce,
- Yvonne Schnorf - kolarstwo szosowe - wyścig ze startu wspólnego - 13. miejsce,
- Diana Rast

kolarstwo szosowe - wyścig ze startu wspólnego - 15. miejsce,
kolarstwo szosowe - jazda indywidualna na czas - 15. miejsce,
- Daniela Gassmann - kolarstwo górskie - cross country - 12. miejsce,
- Silvia Fürst - kolarstwo górskie - cross country - 16. miejsce,

Mężczyźni
- Pascal Richard - kolarstwo szosowe - wyścig ze startu wspólnego - 1. miejsce,
- Beat Zberg - kolarstwo szosowe - wyścig ze startu wspólnego - 52. miejsce,
- Alex Zülle

kolarstwo szosowe - wyścig ze startu wspólnego - 104. miejsce,
kolarstwo szosowe - jazda indywidualna na czas - 7. miejsce,
- Rolf Järmann - kolarstwo szosowe - wyścig ze startu wspólnego - 105. miejsce,
- Thomas Frischknecht

kolarstwo szosowe - wyścig ze startu wspólnego - 110. miejsce,
kolarstwo górskie - cross country - 2. miejsce,
- Tony Rominger - kolarstwo szosowe - jazda indywidualna na czas - 5. miejsce,
- Bruno Risi - kolarstwo torowe - wyścig punktowy - 17. miejsce,
- Beat Wabel - kolarstwo górskie - cross country - 12. miejsce,

### Lekkoatletyka
Kobiety
- Mireille Donders

bieg na 100 m - odpadła w eliminacjach,
bieg na 200 m - odpadła w eliminacjach,
- Corinne Simasotchi - bieg na 400 m - odpadła w eliminacjach,
- Anita Weyermann - bieg na 5000 m - 14. miejsce,
- Daria Nauer - bieg na 10 000 m - odpadła w eliminacjach,
- Ursula Jeitziner - bieg na 10 000 m - nie ukończyła biegu eliminacyjnego,
- Franziska Rochat-Moser - maraton - 18. miejsce,
- Nelly Glauser - maraton - 34. miejsce,
- Julie Rocheleau-Baumann - bieg na 100 m przez płotki - odpadła w półfinale,
- Michèle Schenk - bieg na 400 m przez płotki - odpadła w półfinale,
- Martina Stoop - bieg na 400 m przez płotki - odpadła w eliminacjach,
- Sieglinde Cadusch - skok wzwyż - 19. miejsce,
- Patricia Nadler - siedmiobój - 23. miejsce,

Mężczyźni
- Stefan Burkart - bieg na 100 m - odpadł w eliminacjach,
- Alain Reimann - bieg na 200 m - odpadł w eliminacjach,
- Matthias Rusterholz - bieg na 400 m - odpadł w ćwierćfinale,
- Laurent Clerc - bieg na 400 m - odpadł w eliminacjach,
- André Bucher - bieg na 800 m - odpadł w półfinale,
- Peter Philipp - bieg na 1500 m - odpadł w eliminacjach,
- Marcel Schelbert - bieg na 400 m przez płotki - odpadł w eliminacjach,
- Laurent Clerc, Kevin Widmer, Alain Rohr, Matthias Rusterholz - sztafeta 4 x 400 m - odpadli w półfinale,
- Pascal Charrière - chód na 50 km - 31. miejsce,
- Philipp Huber - dziesięciobój - 28. miejsce,

### Pięciobój nowoczesny
Mężczyźni
- Philipp Waeffler - indywidualnie - 29. miejsce,

### Piłka ręczna
Mężczyźni
- Carlos Lima, Christian Meisterhans, Daniel Spengler, Marc Baumgartner, Matthias Zumstein, Nick Christen, René Barth, Robbie Kostadinovich, Rolf Dobler, Roman Brunner, Stefan Schärer, Urs Schärer - 8. miejsce,

### Pływanie
Kobiety
- Dominique Diezi - 50 m stylem dowolnym - 32. miejsce,
- Sandrine Paquier - 100 m stylem dowolnym - 36. miejsce,
- Chantal Strasser

200 m stylem dowolnym - 38. miejsce,
400 m stylem dowolnym - 35. miejsce,
- Dominique Diezi, Sandrine Paquier, Lara Preacco, Nicole Zahnd - sztafeta 4 x 100 m stylem dowolnym - 17. miejsce,
- Dominique Diezi, Sandrine Paquier, Chantal Strasser, Nicole Zahnd - sztafeta 4 x 200 m stylem dowolnym - 16. miejsce,

### Strzelectwo
Kobiety
- Gaby Bühlmann

karabin pneumatyczny 10 m - 13. miejsce,
karabin małokalibrowy trzy pozycje 50 m - 9. miejsce,
- Sabina Fuchs

karabin pneumatyczny 10 m - 13. miejsce,
karabin małokalibrowy trzy pozycje 50 m - 22. miejsce,
Mężczyźni
- Michel Ansermet - pistolet szybkostrzelny 25 m - 12. miejsce,
- Urs Tobler - pistolet szybkostrzelny 25 m - 12. miejsce,
- Andi Zumbach

karabin pneumatyczny 10 m - 28. miejsce,
karabin małokalibrowy trzy pozycje 50 m - 32. miejsce,
karabin małokalibrowy leżąc 50 m - 26. miejsce,
- Kurt Koch - karabin małokalibrowy leżąc 50 m - 20. miejsce
- Xavier Bouvier - trap - 20. miejsce,

### Szermierka
Kobiety
- Gianna Hablützel-Bürki - szpada indywidualnie - 11. miejsce,
- Michèle Wolf - szpada indywidualnie - 43. miejsce,
- Sandra Kenel - szpada indywidualnie - 45. miejsce,
- Gianna Hablützel-Bürki, Michèle Wolf, Sandra Kenel - szpada drużynowo - 9. miejsce,

Mężczyźni
- Nic Bürgin - szpada indywidualnie - 21. miejsce,
- Olivier Jacquet - szpada indywidualnie - 34. miejsce,

### Tenis stołowy
Kobiety
- Dai-Yong Tu - gra pojedyncza - 9. miejsce,

### Tenis ziemny
Kobiety
- Martina Hingis - gra pojedyncza - 17. miejsce
- Patty Schnyder - gra pojedyncza - 33. miejsce,
- Martina Hingis, Patty Schnyder - gra podwójna - 5. miejsce,

Mężczyźni
- Marc Rosset - gra pojedyncza - 9. miejsce,

### Wioślarstwo
Mężczyźni
- Xeno Müller - jedynka - 1. miejsce,
- René Benguerel, Michael Erdlen, Ueli Bodenmann, Simon Stürm - czwórka podwójna - 5. miejsce,
- Markus Gier, Michael Gier - dwójka podwójna wagi lekkiej - 1. miejsce,
- Michael Bänninger, Mathias Binder, Markus Feusi, Nicolai Kern - czwórka bez sternika wagi lekkiej - 11. miejsce,

### Zapasy
Mężczyźni
- Urs Bürgler - styl klasyczny waga do 100 kg - 11. miejsce,
- Martin Müller - styl wolny waga do 62 kg - 20. miejsce,

### Żeglarstwo
- Chris Rast, Jean-Pierre Ziegert - klasa 470 - 30. miejsce,
- Patrick Thorens, Stéphane Wohnlich - klasa Tornado - 10. miejsce,
- Nicole Meylan-Levecque - klasa Europa - 15. miejsce,